# Gilia angelensis
Gilia angelensis är en blågullsväxtart som beskrevs av V. Grant. Gilia angelensis ingår i släktet gilior, och familjen blågullsväxter. Inga underarter finns listade i Catalogue of Life.